# Vương Lị Hà
Vương Lị Hà (hoặc Vương Lê Hà, tiếng Trung giản thể: 王莉霞, bính âm Hán ngữ: Wáng Lì Xiá, sinh tháng 6 năm 1964, người Mông Cổ) là nữ chuyên gia kinh tế học, chính trị gia nước Cộng hòa Nhân dân Trung Hoa. Bà là Ủy viên Ủy ban Trung ương Đảng Cộng sản Trung Quốc khóa XX, Ủy viên dự khuyết khóa XIX, hiện là Phó Bí thư Khu ủy, Bí thư Đảng tổ, Chủ tịch Chính phủ Nhân dân Khu tự trị Nội Mông Cổ. Bà nguyên là Bí thư Thành ủy thành phố Hohhot, Khu tự trị Nội Mông; Bộ trưởng Bộ Công tác Mặt trận thống nhất Khu ủy Nội Mông Cổ; Phó Tỉnh trưởng Chính phủ Nhân dân tỉnh Thiểm Tây.
Vương Lị Hà là Đảng viên Đảng Cộng sản Trung Quốc, học vị Cử nhân Thống kê kế hoạch kinh tế, Thạc sĩ Kinh tế học, Tiến sĩ Kinh tế học, học hàm Giáo sư ngành Kinh tế. Bà có sự nghiệp công tác ở cả giáo dục và chính trị, giảng dạy và hoạt động lĩnh vực thống kê 25 năm trước khi vào chính trường.

## Xuất thân và giáo dục
Vương Lị Hà sinh tháng 6 năm 1964 tại huyện Kiến Bình, địa cấp thị Triều Dương, tỉnh Liêu Ninh, Cộng hòa Nhân dân Trung Hoa, trong một gia đình người Mông Cổ. Bà lớn lên và tốt nghiệp phổ thông ở quê nhà. Tháng 10 năm 1981, bà tới thủ phủ Thẩm Dương, tỉnh Liêu Ninh, nhập học Học viện Quản lý kinh tế, Đại học Liêu Ninh, tốt nghiệp Cử nhân chuyên ngành Thống kê kế hoạch kinh tế vào tháng 9 năm 1985. Ngay sau khi tốt nghiệp Đại học Liêu Ninh, bà tiếp tục theo học cao học ngành Thống kê học tại Học viện Kinh tế và Tài chính Thiểm Tây (陕西财经学院, nay là Đại học Giao thông Tây An) ở thủ phủ Tây An, tỉnh Thiểm Tây, nhận bằng Thạc sĩ Kinh tế học vào tháng 7 năm 1988. Bà được kết nạp vào Đảng Cộng sản Trung Quốc vào tháng 1 năm 1992.
Tháng 9 năm 1997, Vương Lị Hà tới thành phố Hạ Môn, tỉnh Phúc Kiến, tham gia nghiên cứu Thống kê học tại Học viện Kinh tế, Đại học Hạ Môn, bảo vệ thành công luận án tiến sĩ và trở thành Tiến sĩ Kinh tế học vào tháng 7 năm 2000. Tháng 12 năm 2000, khi 36 tuổi, bà được phong học hàm Giáo sư Kinh tế học. Bà tham gia nghiên cứu và đào tạo lĩnh vực quản lý hành chính công tại Đại học Thanh Hoa và Đại học Harvard từ tháng 7 đến tháng 9 năm 2003. Bên cạnh đó, trong quá trình công tác, bà tham gia các khóa bồi dưỡng chính trị như lớp đào tạo cán bộ trẻ và trung niên tại Trường Đảng Tỉnh ủy Thiểm Tây từ tháng 10 năm 2000 đến tháng 1 năm 2001, khóa bồi dưỡng cán bộ đợt 2 từ tháng 9 đến tháng 11 năm 2006 tại Trường Đảng Trung ương Đảng Cộng sản Trung Quốc.

## Sự nghiệp

### Các giai đoạn
Tháng 9 năm 1985, sau khi tốt nghiệp đại học, Vương Lị Hà bắt đầu sự nghiệp của mình với việc tới Thiểm Tây, vào Học viện Thống kê Tây An, một cơ quan kết hợp giảng dạy và công tác thống kê của hệ thống thống kê quốc gia Trung Quốc những năm mở cửa đất nước thập niên 80, làm việc với vị trí Trợ giảng Khoa Thống kê kinh tế của học viện. Bà công tác cơ đơn vị này trong 15 năm cho đến năm 2000, với các vị trí giáo dục như Giảng viên, Phó Giáo thụ. Năm 2000, bà kết thúc sự nghiệp giảng dạy tại Học viện Thống kê Tây An để chuyển sang giai đoạn mới, trước khi trường được hợp nhất với Học viện Thương mại Thiểm Tây để thành lập Học viện Kinh tế và Tài chính Tây An, nay là Đại học Kinh tế và Tài chính Tây An năm 2001.
Tháng 7 năm 2000, Vượng Lị Hà được bổ nhiệm làm Phó Cục trưởng Cục Thống kê tỉnh Thiểm Tây và trở thành Bí thư Đảng tổ, Cục trưởng Cục Thống kê vào tháng 12 năm 2005, cấp phó sảnh, địa. Bà là lãnh đạo Cục Thống kê Thiểm Tây trong hơn 10 năm cho đến cuối 2010. Tháng 1 năm 2011, bà được Tỉnh ủy Thiểm Tây điều động tới địa cấp thị Đồng Xuyên, nhậm chức Phó Bí thư Thị ủy Đồng Xuyên và được bầu, bổ nhiệm làm Thị trưởng Chính phủ Nhân dân địa cấp thị Đồng Xuyên từ tháng 4 cùng năm. Tháng 1 năm 2013, Tổng lý Quốc vụ viện Ôn Gia Bảo bổ nhiệm bà làm Phó Tỉnh trưởng Chính phủ Nhân dân tỉnh Thiểm Tây, cấp phó tỉnh, bộ và giữ vị trí này cho đến năm 2016. Tính đến thời điểm này, bà đã có hơn 30 năm công tác ở tỉnh Thiểm Tây.

### Nội Mông
Tháng 10 năm 2016, Bộ Tổ chức, Ban Bí thư Ủy ban Trung ương Đảng Cộng sản Trung Quốc họp bàn, điều chuyển Vương Lị Hà tới Khu tự trị Nội Mông Cổ, vào Ban Thường vụ Khu ủy. Tháng 11, bà nhậm chức Bộ trưởng Bộ Công tác Mặt trận thống nhất Khu ủy Nội Mông. Tháng 10 năm 2017, bà tham gia đại hội đại biểu toàn quốc, được bầu làm Ủy viên dự khuyết Ủy ban Trung ương Đảng Cộng sản Trung Quốc khóa XIX tại Đại hội Đảng Cộng sản Trung Quốc lần thứ 19. Tháng 8 năm 2019, bà được điều chuyển nhậm chức Bí thư Thành ủy thành phố Hohhot, thủ phủ của Nội Mông, rồi đến tháng 7 năm 2021, bà tiếp tục được điều chuyển, nhậm chức Phó Bí thư Khu ủy Nội Mông, Bí thư Đảng tổ Chính phủ Nhân dân Khu tự trị Nội Mông Cổ. Ngày 5 tháng 8 năm 2021, kỳ họp của Ủy ban Thường vụ Nhân Đại Nội Mông đã nhất trí bầu bà làm Phó Chủ tịch, Quyền Chủ tịch Nội Mông. Vào ngày 9 tháng 9 năm 2021, tại kỳ họp thứ năm của Đại hội đại biểu Nhân dân Khu tự trị Nội Mông khóa XIII, Vương Lệ Hạ được bầu làm Chủ tịch Khu tự trị Nội Mông chính thức, kế nhiệm Bố Tiểu Lâm, phụ trách lãnh đạo hành pháp Nội Mông, phối hợp với Bí thư Khu ủy Thạch Thái Phong. Giai đoạn đầu năm 2022, bà được bầu làm đại biểu tham gia Đại hội Đảng Cộng sản Trung Quốc lần thứ XX từ đoàn Nội Mông. Trong quá trình bầu cử tại đại hội, bà được bầu làm Ủy viên Ủy ban Trung ương Đảng Cộng sản Trung Quốc khóa XX.